# رودلف كولراوش
رودلف كولراوش (بالألمانية: Rudolf Kohlrausch)‏ (و. 1809 – 1858 م) هو فيزيائي، وأستاذ جامعي ألماني، ولد في غوتينغن، توفي في إرلنغن، عن عمر يناهز 49 عاماً.